# Moussac (Gard)
Moussac è un comune francese di 1 220 abitanti situato nel dipartimento del Gard, nella regione dell'Occitania.

## Società

### Evoluzione demografica
Abitanti censiti